# Kuncowszczyzna (rejon klecki)
Kuncowszczyzna (biał. Кунцаўшчына, Kuncauszczyna; ros. Кунцевщина, Kuncewszczina) – wieś na Białorusi, w obwodzie mińskim, w rejonie kleckim, w sielsowiecie Morocz.

## Historia
Pod zaborami i w II Rzeczypospolitej folwark. W XIX i w początkach XX w. położona była w Rosji, w guberni mińskiej, w powiecie słuckim.
W dwudziestoleciu międzywojennym leżała w Polsce, w województwie nowogródzkim, w powiecie nieświeskim, w gminie Zaostrowiecze. W 1921 miejscowość liczyła 103 mieszkańców, zamieszkałych w 16 budynkach, w tym 66 Polaków i 37 Białorusinów. 67 mieszkańców było wyznania rzymskokatolickiego i 36 prawosławnego.
Położona była wówczas w pobliżu granicy ze Związkiem Sowieckim. Działała tutaj gorzelnia.
Po II wojnie światowej w granicach Związku Sowieckiego. Od 1991 w niepodległej Białorusi.